# Còlic

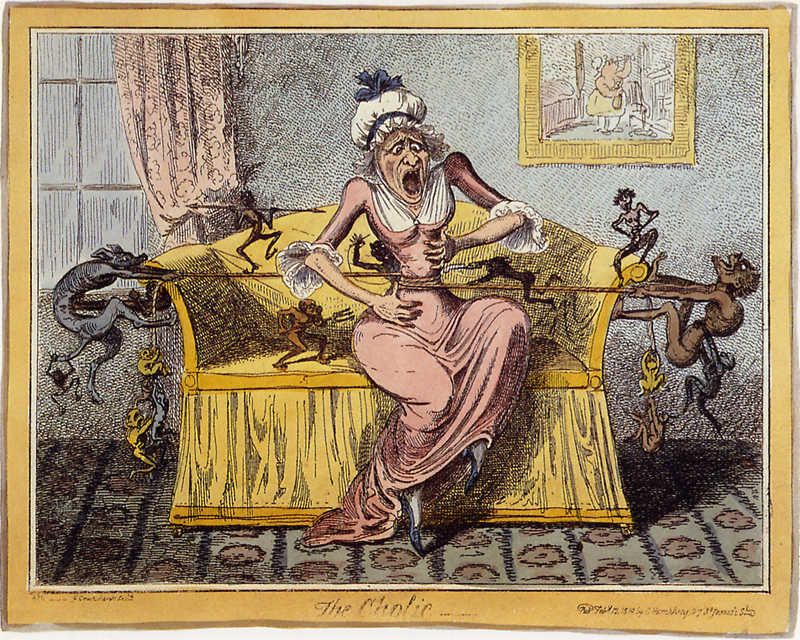
El còlic (The Cholic), pintura de George Cruikshank (1819).

Un còlic (del grec kolikos, relatiu al còlon) és un tipus de dolor caracteritzat per dolor abdominal que varia d'intensitat en el temps, de molt intens, opressiu (torçó) fins a gairebé desaparèixer, per tornar a augmentar d'intensitat. Es produeix per un augment, de vegades violent, dels moviments peristàltics de les vísceres buides de l'abdomen, produint un fort malestar
Rep els noms populars de retortilló, retorçó, torçó, retorciment, (re)caragolament i revessega (a les Balears).
S'origina per la contracció intensa del múscul llis visceral i, a vegades, revela l'existència d'un obstacle parcial o total al trànsit normal del contingut de la víscera buida afectada. La infecció de l'intestí pot originar el còlic per l'estímul dels músculs.

## Quadre clínic
Els dolors produeixen irritabilitat, tensió i estrès. Pot acompanyar-se de nàusees, vòmits i diarrea.

## Tipus de còlics
Entre els còlics més freqüents es troben:
- Còlic biliar
- Còlic nefrític
- Còlic de l'alletant
- Còlic menstrual

## Tractament
Existeixen diferents medicaments que combaten aquests espasmes, com poden ser la papaverina o l'atropina, que inhibeixen el pas dels impulsos nerviosos a través de la regió afectada.